# Poecilia wingei
Conhecido como Poecilia wingei,Poecilia Endlers ou Guppy Campona, é um peixe lindo de comportamento calmo, de origem venezuelana, sua distribuição geográfica inclui principalmente a Laguna de Los Patos, em Cumaná , Laguna Campoma, Laguna de Buena Vista, em Cariaco, Península de Pária e região de Carúpano, todos regiões do Estado de Sucre, Venezuela.
Os primeiros registros datam do ano de 1907 e depois na década de 30. Porém apenas a partir da década de 70, por meio das coletas realizadas pelo canadense Dr. John Endler em 1975, que levou alguns exemplares ao Aquário de Nova York, onde foi para nas mãos do alemão Klaus Kallman que os levou à Alemanha, de onde se difundiram pela Europa. Foi a partir daí que iniciou-se as suspeitas de que eles pertenciam a uma espécie diferente da dos guppies tradicionais (Poecilia reticulata). Após diversos comparativos a espécie ganhou seu nome formalmente em 2005.
Segundo testemunhos os quatro lagos que compõem o complexo da Laguna de Los Patos estão poluídos, a presença de uma lixeira próxima contribui com a introdução de contaminantes por meio de infiltrações subterrâneas. Além de boa parte da nascente constituir de zona de mineração apresentando uma escassa vegetação nas margens, foram introduzidos Ciclídeos que contribuem para erradicar parte da população de Endler da região. Porém a descoberta de novas populações em aparente boa dinâmica e em zonas relativamente bem preservadas, induzem a crer que a espécie não encontra-se ameaçada.
Parecido com o Poecilia vivipara por apresentar manchas coloridas, porém possui colorido mais forte e distribuído por todo o corpo, ao contrário Poecilia vivipara que possui pintas coloridas apenas na cauda e em partes do corpo.

## Habitat

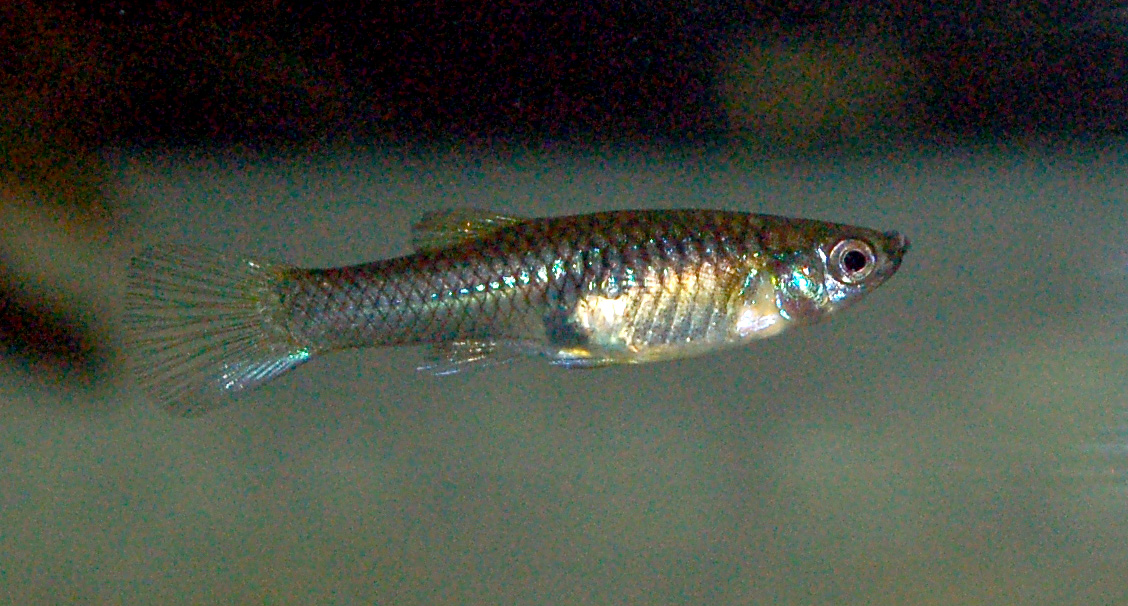
Poecilia Endler fêmea

No ambiente selvagem os machos são descritos como policromáticos, exibindo ainda uma banda escura característica, caracteres que os diferem do Guppy. As fêmeas porém são pardas, praticamente iguais às do Guppy selvagem, diferindo apenas no comprimento e num ligeiro brilho metalizado. Distribuem-se ao longo das margens dos rios em grupos de meia centena de adultos e outros tantos animais imaturos em diferentes fases de desenvolvimento. Foram observados também pequenos grupos compostos por seis a dez fêmeas que defendem seu território quando da aproximação de outras fêmeas externas, sendo observado nas proximidades destes pequenos grupos a presença de machos solitários que aguardam por uma oportunidade para acasalar.

## Aquário

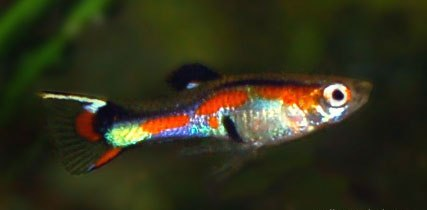
Poecilia Endler macho

Comparados ao Guppy os Endlers preferem uma água mais quentes, os machos crescem menos e as fêmeas têm um menor período de gestação. A temperatura ideal gira em torno dos 27 °C, variando entre 21 °C e 28 °C, gostam de água levemente alcalina com pH variando entre 7.2 e 7.5 e um pouco salobra,salinidade máxima de 1,020 (27,2 ppm), ficam melhores quando mantidos em grupos, com aquários bem plantados e sem muita corrente. São bem prolíficos, as fêmeas dão à luz de 4 a 20 filhotes, a cada 19-23 dias. Dévido ao hábito de saltarem é recomendado que o aquário seja tampado.

## Hibridação
Devido a grande semelhança genética entre os Guppys e os Endler’s a hibridização em aquário torna-se fácil, gerando indivíduos férteis, o que torna indesejável a convivência de ambas as espécies em um mesmo aquário para os criadores,pois a produção de híbridos acarreta na diluição da carga genética e estes desejam manter linhagens puras.
A maioria dos Endler’s vendidos no Brasil e em muitos outros países são, na verdade, híbridos. Criadores produzem híbridos pois estes ficam maiores, com barbatanas mais longas e padrões mais exóticos, sem haver a necessidade de seleção através do cruzamento de linhagens puras. Infelizmente exemplares puros são extremamente raros no mercado aquarístico.